# آدمار (بازیکن فوتبال، زاده ۱۹۸۳)
آدمار (انگلیسی: Ademar؛ زادهٔ ۲۱ مارس ۱۹۸۳) بازیکن فوتبال اهل برزیل است.
از باشگاه‌هایی که در آن بازی کرده‌است می‌توان به باشگاه فوتبال بوتافوگو اشاره کرد.